# Хашиба-эль-Фаука
Хашиба-эль-Фаука (араб. خشيبه الفوقا‎) — деревня на северо-западе Иордании, расположенная на территории мухафазы Аджлун. Входит в состав района Аджлун.

## Географическое положение
Деревня находится в южной части мухафазы, в гористой местности, к востоку от реки Иордан, на расстоянии приблизительно 22 километров (по прямой) к северо-западу от столицы страны Аммана.

## Население
По данным официальной переписи 2015 года численность население составляла 249 человек (117 мужчин и 132 женщины). В деревне насчитывалось 54 домохозяйства.
Динамика численности населения Хашиба-эль-Фауки по годам:
| 1994 | 2015 |
| ---- | ---- |
| 451  | 249  |